# Amphidasya longicalycina
Amphidasya longicalycina es una especie de planta herbácea perteneciente a la familia Rubiaceae. Es originaria del centro y sur de América tropical

## Descripción
Son plantas sufrútices que alcanzan hasta 0.4 (1) m de alto, hírtulos a glabrescentes; plantas hermafroditas. Las hojas opuestas y generalmente agrupadas en los ápices de las ramas, elípticas a oblanceoladas, de 12–28 cm de largo y 4.5–10 cm de ancho, ápice acuminado, base atenuada, papiráceas, con nervios secundarios 15–21 pares; pecíolos 1.5–5 cm de largo; estípulas interpeciolares, persistentes, 12–45 mm de largo, profundamente 4–10-lobadas, lobos lineares a angostamente elípticos. Las inflorescencias son terminales y axilares, subsésiles, subcapitadas, de 3–5 cm de largo, con brácteas de 1–5 mm de largo, las flores aparentemente nocturnas; limbo calicino 8–18 mm de largo, 5–6-lobado, lobos desiguales; corola hipocrateriforme, glabra, blanca, tubo 2.5–5 cm de largo, lobos 5–6, 5–15 mm de largo, angostamente triangulares, valvares; ovario 2-locular, óvulos numerosos. Frutos abayados, subglobosos, de 8–12 mm de largo, carnosos, morados a negros; con semillas angulosas, ca 0.3 mm de largo.

## Distribución y hábitat
Es una especie rara, se encuentra en bosques muy húmedos de Nicaragua, Costa Rica, Panamá y Colombia. Antes tratada como Amphidasya ambigua (Standl.) Standl.. Las flores aparentemente se encogen, a veces muy marcadamente, al secarse.

## Taxonomía
Amphidasya longicalycina fue descrita por (Dwyer) C.M.Taylor y publicado en Novon 11(4): 494–495, en el año 2001.
Sinonimia
- Hoffmannia longicalycina Dwyer, Ann. Missouri Bot. Gard. 56: 280 (1969).[1][4]